# Teatro San Benedetto
El Teatro San Benedetto fue un teatro de Venecia particularmente destacado en la vida operística de la ciudad en el siglo XVIII y principios del XIX. Vio los estrenos de más de 140 óperas, incluyendo La italiana en Argel de Rossini y fue el teatro escogido para la presentación de las óperas serias hasta que se construyó La Fenice en 1792.

## Historia
El teatro, pequeño y elegante, fue construido por Michele Grimani en tierra propiedad de la familia Venier. Fue inaugurado el 26 de diciembre de 1755 con una representación de la ópera de Gioacchino Cocchi Zoe. En 1766 la propiedad del San Benedetto pasó de los Grimani a un consorcio de familias patricias en Venecia que habían sido titulares de palcos en el teatro. El diseño original del teatro fue circular. Sin embargo, se reconstruyó en la forma tradicional de herradura después de un incendio en 1773. En 1786 el consorcio de propietarios tuvo que ceder el teatro a la familia Venier después de una demanda, y más tarde construyeron La Fenice. El teatro entonces se convirtió en el Teatro Venier (o Teatro Venier en San Benedetto). En 1810, la propiedad pasó al empresario Giovanni Gallo, y durante un tiempo fue conocido como el Teatro Gallo. Sus hijos, que habían heredado el teatro en 1847, lo rebautizaron como Teatro Rossini en 1868 en honor de Gioachino Rossini cuyas óperas L'italiana in Algeri y Eduardo e Cristina se habían estrenado allí antes en el siglo, pero para entonces sus días de gloria como teatro de ópera se habían terminado.
En 1937 el edificio se remodeló completamente como cine, el Cinema Rossini, con una nueva fachada por el arquitecto italiano Carlo Scarpa. El cine cerró en 2007, estando prevista una restauración en 2010 en un proyecto financiado por la Ciudad de Venecia.